# Hydra csillagkép
A Hydra (Északi Vízikígyó) a legnagyobb a 88 csillagkép közül.

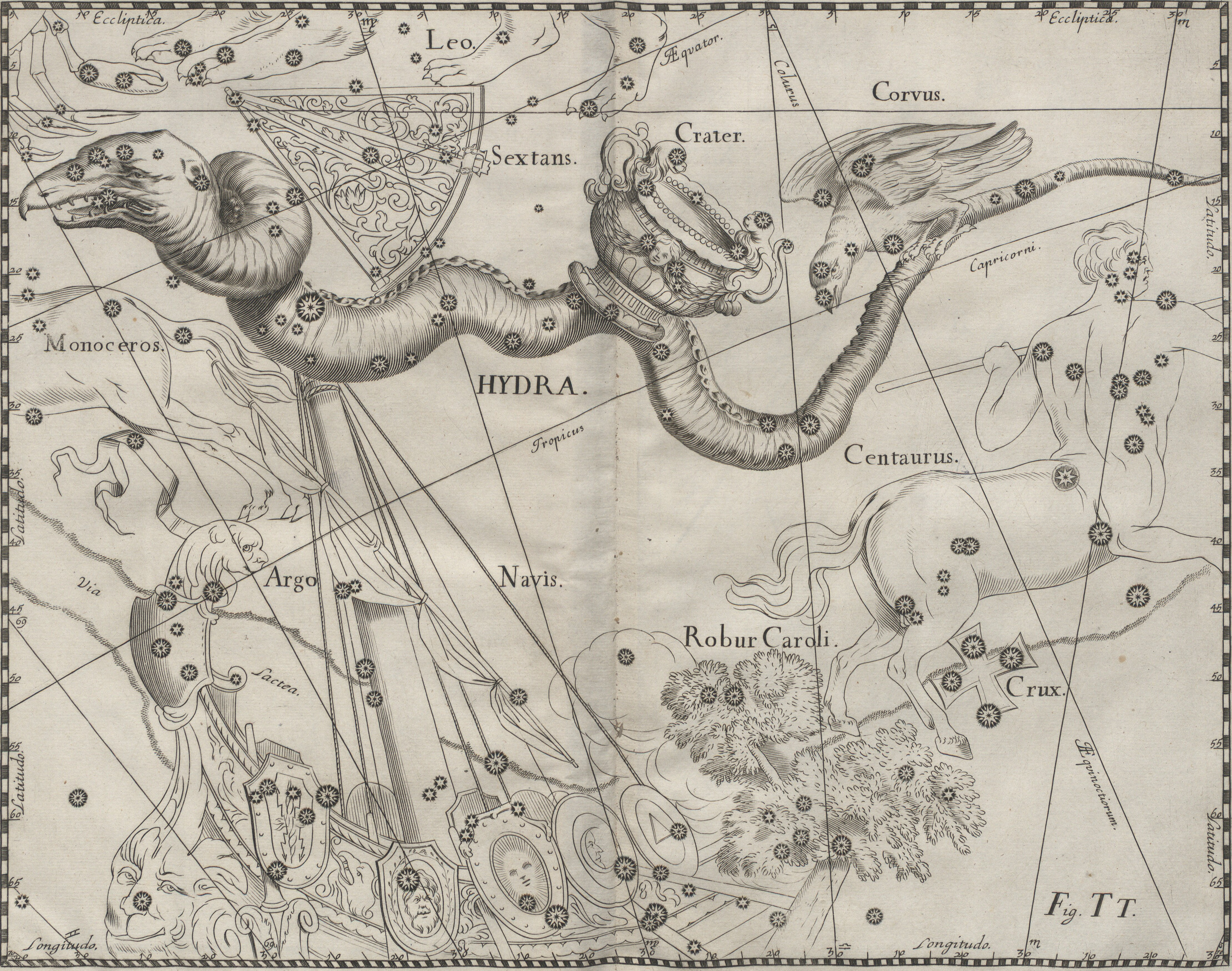
A Hydra csillagkép

## Története, mitológia
A görög mitológiában Héraklész második feladata az volt, hogy ölje meg a lernéi Hüdra nevű, sokfejű szörnyet.
Ismert az a történet is, mely szerint Korvusz, a Holló feladatául kapta, hogy hozzon vizet Apollónak egy kupában. A kupa vagy Serleg csillagkép és a Holló csillagkép a Hydra csillagkép hátán látható.

A Hydra csillagkép

## Csillagok

### Fényes csillag
- α Hydrae, arab nyelven Alphard (elhagyatott, magányos): 1,99m fényességű, narancssárga színű óriás, a távolsága 180 fényév.

### Változócsillagok
- R Hya: Mira típusú változócsillag (l.: Mira Ceti), a fényrendje  3,5m – 10,9 m 386 napos periódussal ingadozik.
- U Hya: vörös színű, 5m - 6m között szabálytalan időközönként változik a fényrendje.

### Kettőscsillagok
- ε Hya egy harmadrendű sárga- és egy hatodrendű kék csillagból álló szoros kettős, a megpillantásához legalább 75 mm-es nyílású távcső szükséges.
- N Hya a kettős csillagainak fényrendje 5,8m és 5,9m.
- Σ1270 a komponensek fényrendje 6,4 és 7,4 magnitúdó.
- 27 Hya egy ötöd- és egy hetedrendű csillagból áll, látcsővel is megfigyelhető. Távcsővel már látható a 7m-s csillag kilencedrendű kísérője is.

### Rádióforrás
- A Hya

### Egyéb jelölt csillagok
- b Hya: fényrendje 4,3m.
- σ Hya, arab neve  Minaruja (orr), negyedrendű csillag. A kígyó feje hasonlít az Āshleshā nakshatra-ra (indiai csillagászat).

## Mélyég-objektumok
- M48 (NGC 2548) nyílthalmaz
- M68 (NGC 4590) gömbhalmaz
- M83 (NGC 5236) spirálgalaxis
- NGC 5694 - gömbhalmaz
- NGC 3242 - planetáris köd